# Михальченко Микола Іванович
Миха́льченко Мико́ла Іва́нович (нар. 15 лютого 1942, Косичі Суразького району Брянської області — 28 лютого 2021, місто Київ) — український соціальний філософ радянської і пострадянської епох, студент, співробітник і викладач шкіл і установ Київської Академії, автор статей і підручників, політолог, соціолог; завідувач відділом теорії та історії політичної науки Інституту політичних і етнонаціональних досліджень ім. І. Ф. Кураса НАН України, доктор філософських наук, професор, член-кореспондент НАН України; почесний президент Української академії політичних наук, перший віцепрезидент Асоціації політичних наук України, генеральний директор Всеукраїнської соціологічної служби, Заслужений діяч науки і техніки України.

## Біографічна довідка
Микола Іванович Михальченко народився 15 лютого 1942 року в с. Косичі Суразького району Брянської області. Закінчив залізничне відділення Харківського технікуму промислового
транспорту в 1960 році.
- 1960—1961 — Єнакієвський металургійний завод, старший складач потягів;
- 1961—1964 — служба в лавах Радянської Армії;
- 1961—1969 — філософський факультет Київського державного університету імені Тараса Шевченка;
- 1969—1991 — Національна академія наук України: в Інститутах філософії та соціології пройшов шлях від молодшого наукового співробітника до завідувача відділом;
- 1973 — захист кандидатської дисертації;
- 1987 — захист докторської дисертації;
- 1988 — професор;

- 1991—1994 — радник, керівник служби з питань внутрішньої політики Президента України;
- 1992 — член колегії з питань гуманітарної політики Державної думи України;
- 1993—2012 — президент (з 2012 — почесний президент) Української академії політичних наук, генеральний директор Всеукраїнської соціологічної служби;
- 1994—2002 — Інститут соціології НАН України, завідувач відділу, головний науковий співробітник;
- з 2002—2008 — головний науковий співробітник відділу теоретичних та прикладних проблем політології Інституту політичних і етнонаціональних досліджень ім. І. Ф. Кураса НАН України;
- 2008—2021 — завідувач відділу теорії та історії політичної науки Інституту політичних і етнонаціональних досліджень ім. І. Ф. Кураса НАН України.
- 28.02.2021 — помер у віці 79 років. Похований на Лісовому кладовищі біля своєї матері.

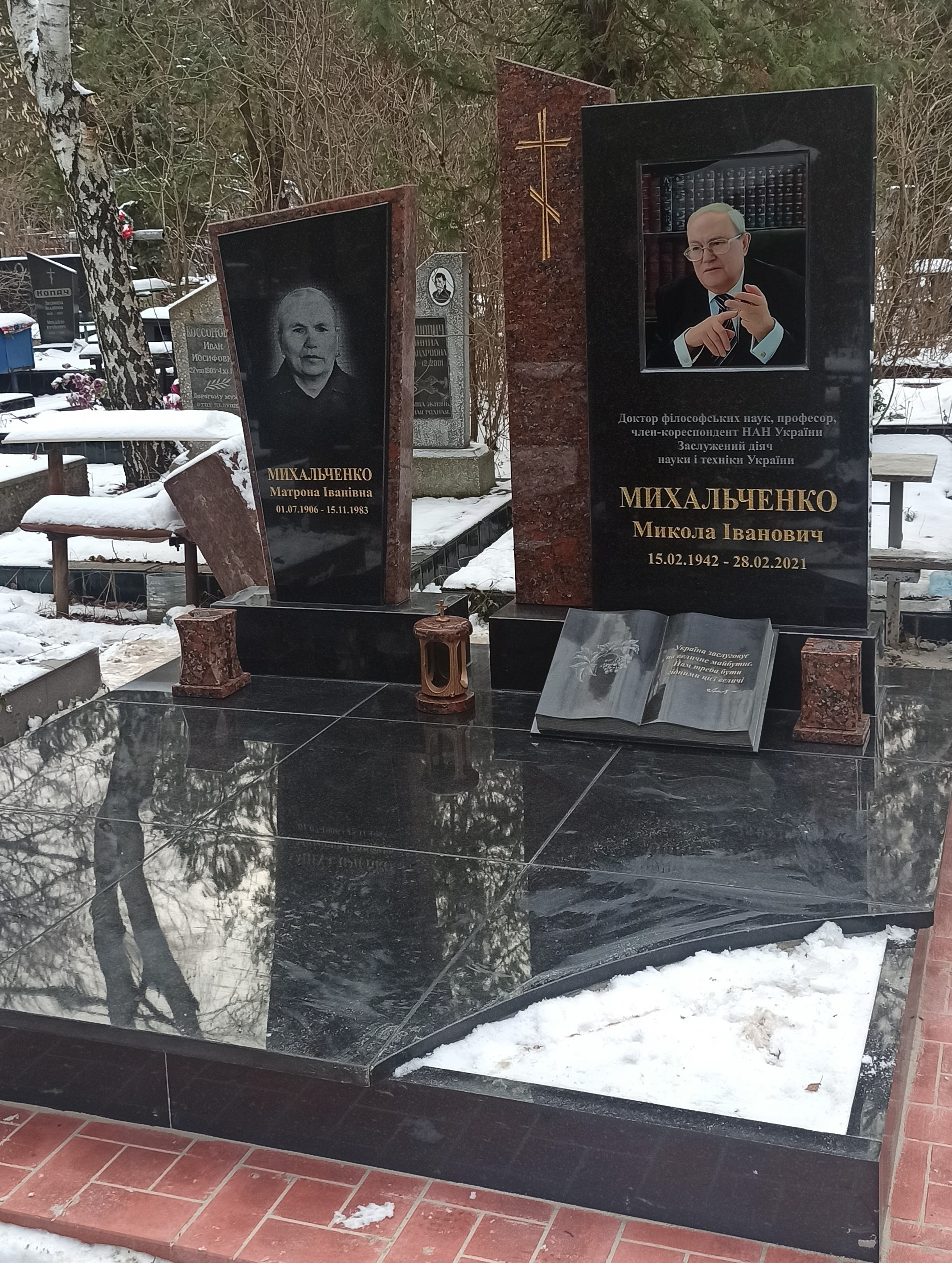
Лісове кладовище, ділянка 59, місце 11-12

## Особисте життя
Дружина — Скоблікова Людмила Вадимівна (1948), її дочка Ксенія, зять Юрій та онуки Ігор і Аріна, син — Олександр (1975) — юрист.

## Наукові інтереси
Коло наукових інтересів: філософія історії, філософія політики, філософія освіти, духовне і політичне життя суспільства, соціальні інститути та суспільні відносини, світоглядні проблеми українського суспільства.
У працях розглядає методологічні та світоглядні проблеми соціального пізнання; об'єктивні та суб'єктивні фактори історичного процесу; рушійні сили політичного і духовного життя суспільства; філософські та світоглядні процеси освіти, зокрема, вищої; генезис суспільних відносин і соціальних інститутів у різного типу цивілізаціях, регіонах, країнах; процес розвитку вищої освіти як системи підготовки кадрів. 
Підготував 38 кандидатів і 34 доктори наук.

## Праці
М. І. Михальченко є автором (співавтором) понад 350 наукових праць, зокрема 15 монографій (6 індивідуальних і 8 у співавторстві). 
Основні наукові праці:
- Н. И. Михальченко. Коммунистическая идеология и деятельность масс. — К. : Наук. думка, 1976
- Н. И. Михальченко. Политическая идеология как форма общественного сознания. К. : Наукова думка,1981, — 262 с.
- Н. И. Михальченко. XXVII съезд КПСС о формировании политического сознания масс. — К. : «Знание», 1987.
- Н. И. Михальченко. Марксистская политическая идеология. — К. : Наук. думка, 1991. — 277 с.; ISBN 5120013880
- Н. И. Михальченко. Беловежье. Л. Кравчук. Украина 1991—1995. — К. : Український центр духовної культури, 1996
- М. І. Михальченко, Самчук З. Ф. Україна доби межичасся — Дрогобич: «Відродження», 1998
- М. І. Михальченко, B.C.Журавський, О. Ю. Кучеренко. Політична еліта України: теорія і практика трансформації. — К. : Логос, 1999.
- Н. И. Михальченко. Украинское общество: трансформация, модернизация или лимитроф Европы? — К. : Институт социологии НАН України, 2001. — 440 с.
- М. І. Михальченко. Україна як нова історична реальність: запасний гравець Європи. — Дрогобич, 2004
- М. Михальченко, Л. Губерський, В. Андрущенко. Соціальна філософія. Історія, теорія, методологія. — К. : Генеза, 2006
- М. Михальченко. Украинская региональная цивилизация: прошлое, настоящее, будущее. — К. : ИПиЭНИ, 2013.

## Державні нагороди
- Заслужений діяч науки і техніки України (19 квітня 2001) [2]
- Орден «За заслуги» III ст. (2002)
- Орден «За заслуги» II ст. (21 січня 2012) [3]
- Лауреат премії НАН України імені Д. І. Чижевського (2003).